# Gabriele D'Annunzio
Gabriele D'Annunzio, rođen pod imenom Gaetano Rapagnetta D'Annunzio,  (Pescara, 12. ožujka 1863. – Gardone Riviera, 1. ožujka 1938.), talijanski pjesnik, dramaturg, političar.
Jedan je od značajnijih članova iredentističkog pokreta te duhovni inspirator Benita Mussolinija. 1919. godine je na čelu paravojne postrojbe okupirao hrvatski grad Rijeku - koju Saveznici nisu bili namijenili Italiji - i ondje osnovao paradržavu Talijansku upravu za Kvarner.

## Životopis
Gabriele D'Annunzio je bio podrijetlom iz Dalmacije[nedostaje izvor]. Rođen je u Pescari u Abbruzzu, kao sin bogatog zemljoposjednika i gradonačelnika grada čije je ime izvorno bilo Francesco Paolo Rapagnetta, a kojem je on poslije dodao prezime svog ujaka D'Annunzija.
U šesnaestoj godini mu je otac financirao objavu prve zbirke pjesama Primo vere. Od tada gradi karijeru pisca koji se ističe svojim slobodoumnim i lascivnim stilom, kao i načinom života.
Prije Prvog svjetskog rata boravi u Francuskoj gdje surađuje sa skladateljem Claudeom Debussyjem na Muci svetog Sebastijana kojeg je smatrao osobnim svecom-zaštitnikom.

## Politika
1897. godine je izašao na parlamentarne izbore kao desničarski kandidat, te je osvojio mjesto u talijanskom parlamentu. Nakon ulaska parlament, ubrzo je prešao na stranu ljevice, objasnivši da "ide prema životu"; učinio je to u vrijeme raznih protuliberalnih mjera i gušenja narodnih nemira, koju je provodila tadašnja konzervativna vlada generala Luigija Pellouxa. 
D'Annunzija se često prikazuje kao preteču i idejnog začetnika talijanskog fašizma. Svoja politička gledišta je do kraja iskazao prilikom stvaranja Ustava (Carta del Carnaro) Talijanske uprave za Kvarner, kojeg je izradio u suradnji s anarhosindikalistom Alcesteom de Ambrisom. 
De Ambris je bio vođa skupine talijanskih pomoraca koji su podigli ustanak i stavili se u službu D'Annunzija sa svojim plovilima, i svojom političkom mrežom koja je tražila istaknutu figuru iz Italije koja bi mogla ostvariti cilj sjedinjenja Rijeke Italiji. Ustav je utemeljio korporativnu državu, s devet korporacija koje su predstavljale različite socijalne grupe (radnici, poslodavci, stručnjaci) te desetu koja je trebala predstavljati "nadmoćna" ljudska bića  - junake, pjesnike, proroke, nadljude. Carta del Carnaro je također proglasila glazbu kao jedan od temelja države. 
Benito Mussolini je iz D'Annunzijevog riječkog iskustva mogao naučiti većinu vještina koje je poslije i sam koristio za diktatorsko vladanje. Osim uspostave korporativne države (fašisti su državni ustroj kojega su uveli u Italiji nazaivali "korporativizam"), tu je svakako bilo umijeće teatralnog javnog govorenja, te organiziranja emocijama nabijenih nacionalističkih javnih "obreda". Crnokošuljaši koje je predvodio Mussolini su nastojali u svemu nasljedovati D'Annunzijeve ardite, koji su na okrutni način odgovarali na bilo kakav znak neslaganja s vlašću.
D'Annunzio je po nekim idejama začetnik prakse prisilnog zatvaranja političkih protivnika, korištenja ricinusova ulja i sličnih metoda u svrhu ponižavanja, onemogućavanja te katkad i ubijanja. Takva praksa je također postala uobičajeno sredstvo djelovanja crnokošuljaša.
D'Annunzio je podržavao talijansku ekspanzionističku politiku te je između ostalog pohvalio i talijansku invaziju na Etiopiju.

## I. svjetski rat
U vrijeme ulaska Italije u rat 1915. godine, D'Annunzio je živio u Parizu. Odlučuje se vratiti u domovinu i kao ugledni umjetnik pridružuje se ratnom zrakoplovstvu. U postrojbi kojom zapovijeda njegov bliski prijatelj Giuseppe Garrassini Garbarino, već u kolovozu 1915. godine nadlijeće Trst, bacajući letke. U narednim godinama će obavljati uglavnom propagandne poslove, i pisati za talijanske vojnike i civilno stanovništvo o svojim nerijetko ekstravagantnim ratnim zadaćama. Od ozljede koju je zadobio kao letač, 1916. godine gubi desno oko. Protiv savjeta liječnika, vraća se u postrojbu, te će između ostalog, moći pisati o svojem sudjelovanju u zračnim napadima na Poreč, Pulu i Kotor. Iz jedne zračne akcije 1917. godine vratio se zrakoplov u kojem je letio sa 134 pogotka protuzračne obrane.  Sudjeluje i u nekim akcijama kopnene vojske, hrabreći vojnike. U veljači 1918. godine plovi na torpednom čamcu talijanske ratne mornarice na Bakar. Izvrsno literarno prikazani (doslovno: opjevan) napad na Bakar (poduhvat poznat pod nazivom beffa di buccari) postat će jedan među njegovim najpamćenijim djelima, a čitav torpedni čamac MAS 96 na kojem je plovio  - zapovjednik je bio kapetan Luigi Rizzo, koji će kasnije pratiti D'Annunzija u njegovom osvajanju Rijeke, pa biti promoviran u admirala i grofa od Premude - do danas se nalazi izloženim u D'Annunzijevom dvorcu (koji danas funkcionira kao muzej D'Annunzijevom geniju i estetici fašizma), do kojega je prenijet stotinama kilometara od mora.
Plod napada na Bakar bila je snažna vojnička "Kvarnerska pjesma" o tridesetorici koji ("suhe jetre i tvrdog srca") ukrcavaju na brod, a snjima tridesetprva - smrt; koja će se putnica s pohoda sigurno vratiti, ako se slučajno nitko od ove tridesetorice ne vrati s pogibeljne plovidbe u Kvarner: taj se zaljev (njegovi valovi, dno, ptice, sol, straže, plač...) spominje u završnim stihovima 14 uzastopnih strofa, uz riječi kasnijeg fašističkog pokliča "Eia - Alalà!"  (jedan od D'Annuzijevevih doprinosa talijanskom jeziku).
U činu bojnika, povjereno mu je u ožujku 1918. zapovjedništvo eskadrile mornaričkih zrakoplova stacionirane na otočiću kod Venecija. U kolovozu iste godine, kao zapovjednik svoje sljedeće eskadrile, uspijeva organizirati svoju dugo pripremanu misiju leta do dalekog Beča: 6 talijanskih zrakoplova su preletjeli preko 1.000 km od Venecije, kako bi bacao letke nad Bečom. Pred demobilizaciju biva unaprijeđen u pukovnika. 
D'Annuzijeveva vojnička karijera nije bila samozatajna, kako se uobičajeno očekuje od vojnika u modernim ratovima: on se uvijek ponašao kao zvijezda, uživao nepodijeljeni interes vojnika i civila, te si dopuštao razne ekstravagancije - nerijetko rizične za njega samoga i za druge talijanske vojnike.

## D'Annunzio i Rijeka
Predstavnici riječkih Talijana nude talijanskom pjesniku - vojniku Gabrielu D'Annunziju da zauzme Rijeku i da je pridruži Kraljevini Italiji.
On pristaje i kreće na taj pohod s oko 2.600 talijanskih legionara - velikim dijelom nedavno razvojačenih, ali ponovno naoružanih i ustrojenih ardita, pripadnika talijanskog specijalnog pješaštva -  11. rujna 1919. iz mjesta Ronchi (koje od tada nosi naziv dei Legionari).
Dvoglavi orao na gradskom tornju bio je simbol Rijeke, ali je D'Annunzijeve vojnike previše podsjećao na omražene Habsburgovce. Stoga su, stigavši u grad 12. rujna 1919. godine, najprije odrezali jednu orlovu glavu i zamijenili je talijanskom zastavom.
Guvernerova palača postaje D'Annunzijeva rezidencija, a s njenog balkona drži brojne govore. U tim govorima Rijeka je mučenički grad - città olocausta - žrtva međunarodne politike koja ne dopušta talijanskom narodu da se sjedini u jednoj državi. Narednih tjedana se broj d’Annunzijevih dragovoljaca povećava čak do 9.000 ljudi, čineći mogućnost njihovog istjerivanja iz Rijeke teško izvedivom.
Svojim govorima D'Annunzio opčinjava mase. Zaslužan je za oživljavanje rimskog vojnog pozdrava s uzdignutom rukom kojem dodaje poklič eia, eia, eia, alalà. Oživljava i druge rimske simbole i stavlja ih u službu talijanskog nacionalizma i iredentizma.
Dana 12. studenoga 1920. Kraljevina SHS i Kraljevina Italija potpisuju Rappalski ugovor: Kraljevina SHS pristaje na osnivanje neovisne Slobodne Države Rijeke na području kojim je vojno ovladao D'Annunzio, grada-države s oko pola stanovništva talijanskog jezika - ali s jedva ikakvim prigradskim naseljima, koje su uostalom posve nastanjena Hrvatima. D'Annunzio ne prihvaća povući se s vlasti, tj. okončati svoju ekstravagantnu avanturu; talijanska Vlada želi protjerati D'Annunzijeve legionare silom.
24. prosinca 1920. godine ujutro talijanske regularne vojne postrojbe napadaju D'Annunzijeve legionare na Kantridi.
Kako bi se osigurali od napada sa Sušaka, legionari su na sam Badnjak noću digli u zrak mostove na Rječini.
Bojni brod Kraljevine Italije Andrea Doria ispalio je nekoliko projektila prema Guvernerovoj palači pri čemu je D'Annunzio bio lakše ranjen.
Međusobno ubijanje talijanskih vojnika trajalo je 5 dana.
Poginula su 22 d’Annunzijeva legionara, 18 talijanskih redovnih vojnika i 5 civila. Ovaj je događaj u povijest ušao pod imenom Natale di Sangue (Krvavi Božić).
D'Annunzijevi legionari započinju s povlačenjem iz Rijeke 5. siječnja 1921., a sam pjesnik-vojnik napušta grad zrakoplovom 13 dana kasnije.
Zbog zasluga u pripojenju Rijeke Italiji - nije baš izvjesno da bi Kraljevina SHS pristala odreći se Rijeke bez problema s d'Annunzijem, a zapravo je protjerivanje "ardita" iz Rijeke bio dobar razlog za uspostavu talijanskog garnizona koji će čuvati grad dok u konačnici ne postane dio Kraljevine Italije, i opet uz pomoć državnog udara kojega su u Rijeci 1921. godine proveli d'Annunzijeve pristalice - talijanski kralj Viktor Emanuel III mu je 1924. godine dao nasljednu titulu kneza od Snježnika, tj. dobio je d'Annunzio pravo na titulu Principe di Montenevoso. U 1925. godine je proizveden i u čin pričuvnog brigadnog generala zrakoplovstva.
Tijekom okupacije Sušaka 1941. – 1943. vojarna na Trsatu nosila je ime Gabriele D'Annunzio.

## Suparništvo s Mussollinijem
Na početku razvoja fašističkog pokreta, Gabriele d'Annunzio je pokazivao ozbiljne namjere da stane na čelo tog radikalnog desničarskog pokreta. Dana 13. kolovoza 1922. godine je ozbiljno ozlijeđen u padu kroz prozor. Događaj nije nikad objašnjen, ali je činjenica da nakon toga d'Annunzio nije više pokušavao konkurirati Mussoliniju, koji ga je zauzvrat ekstravagantno darivao i odavao mu visoke državne počasti. Fašisti su odmah nakon dolaska na vlast krajem 1922. godine stavili d'Annunziju na raspolaganje velika novčana sredstva da kupi, dogradi i krajnje luksuzno uredi dvorac nad jezerom Garda, koji je s vremenom postao umjetnički "hram" pod imenom Vittoriale degli Italiani - Spomen talijanskih pobjeda, u čijim su dvoranama izloženi ne samo srednjovjekovni oklopi, nego i torpedni čamac na kojem je d'Annunzio plovio po Kvarneru koji je još bio pod austrijskom kontrolom, avion iz kojega je d'Annunzio bacao granate na austrijske vojnike, te je u dvorištu dvorca čak postavljena čitava laka krstarica "Puglia" (koja je sudjelovala u pokušaju okupacije Splita 1920. godine, kada je njen kapetan ubijen u sukobu s lokalnim Hrvatima).
Zabilježeno je da je d'Annunzio tijekom 1930.-ih godina više puta pokušavao Mussolinija odvratiti od stupanja u savez s Hitlerom, i potom ga nagovarao da raskine bliske veze s Njemačkom.

## Djela

### Pripovijetke
- Terra vergine (1882.)
- Le novelle della Pescara (1884. – 1886.)

### Poezija
- Primo vere (1879)
- Canto novo (1882)
- Poema paradisiaco (1893)
- Pet knjiga od Laudi del cielo, del mare, della terra e degli eroi (1903–1912)
  - Maia (Canto Amebeo della Guerra) 
  - Elettra
  - Alcyone (Halcyon - ISBN 0-415-96745-7)
  - Merope
  - Asterope (La Canzone del Quarnaro)
- Ode alla nazione serba (1914)

### Romani
- Il piacere (1889.)
- Giovanni Episcopo (1891.)
- L'innocente (1892.)
- Il trionfo della morte (1894.)
- Le vergini delle rocce (1895.)
- Il fuoco (1900.)
- Forse che sì forse che no (1910.)

### Kazališna djela
- Sogno d'un mattino di primavera (1897.)
- Sogno d'un tramonto d'autunno (1897.)
- La Gloria (1899.)
- Più che l'amore (1906.)
- Le Chèvrefeuille (1910.)
- Il ferro (1910.)
- Le martyre de Saint Sébastien (1911.)
- Parisina (1912.)
- La Pisanelle (1913.)

### Tragedije
- La città morta (1899.)
- La Gioconda (1899.)
- Francesca da Rimini (1902.)
- L'Etiopia in fiamme (1904.)
- La figlia di Jorio (1904.)
- La fiaccola sotto il moggio (1905.)
- La nave (1908.)
- Fedra (1909.)